# Fucile anticarro

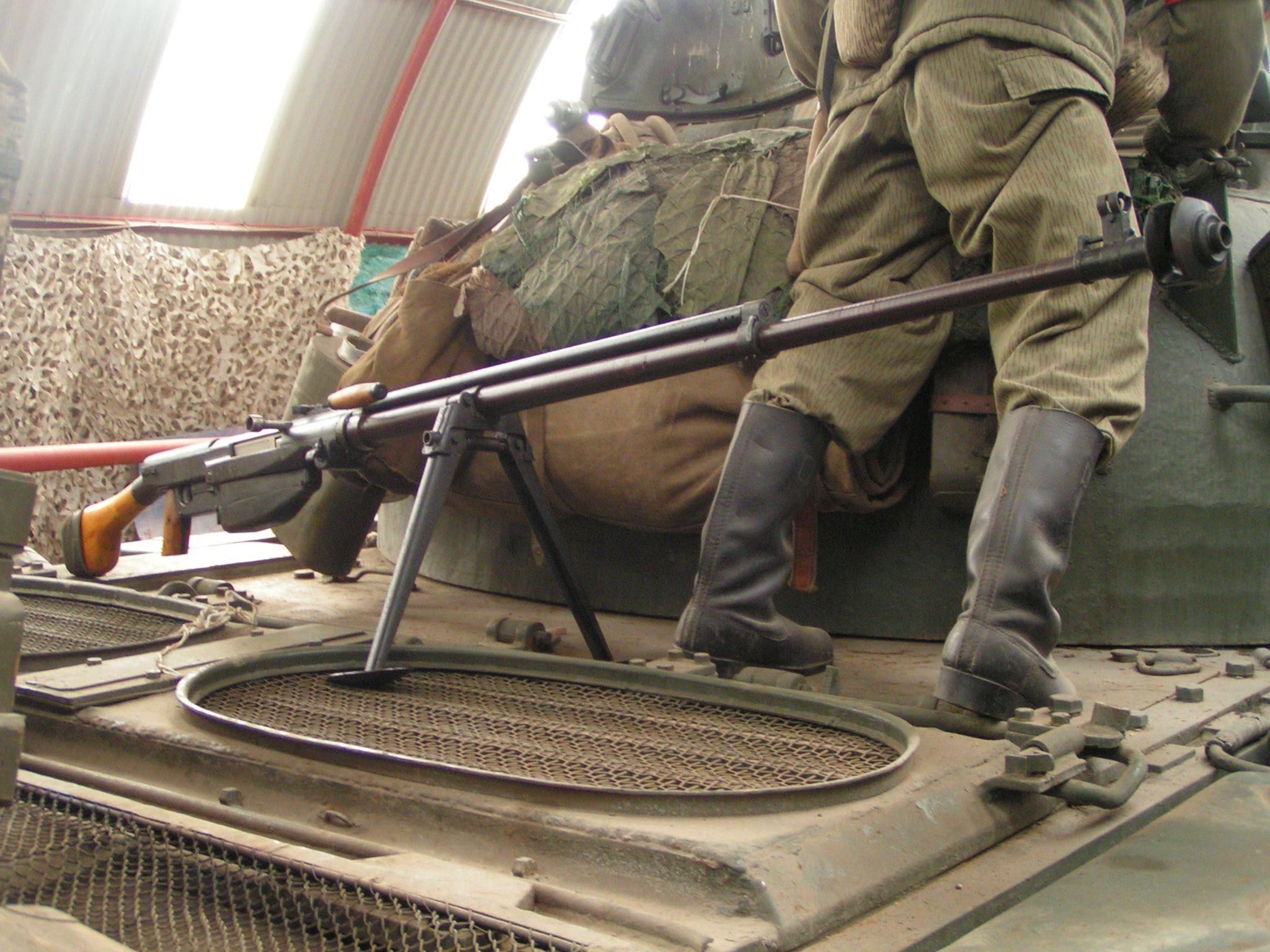
PTRS-41 sovietico da 14.5 mm

I fucili anticarro sono armi da fanteria, utilizzate a partire dalla prima guerra mondiale per contrastare le unità meccanizzate e corazzate che fecero la propria comparsa sui campi di battaglia. Date le dimensioni, sono noti anche come fuciloni anticarro.
I fucili anticarro classici erano armi potenti, considerati dei «fucili per elefanti», capaci di perforare con munizioni ad alta velocità le corazze leggere dei carri in uso negli anni trenta e nei primi anni quaranta, ma presto resi obsoleti dall'aumento delle prestazioni delle corazze e dall'apparizione dei razzi anticarro come il bazooka.
Tra questi fuciloni vi erano:
- Il modello britannico Boys, da 13,97 mm, in grado di perforare 21 mm di acciaio da 300 metri di distanza.
- Il Solothurn svizzero da 20 mm, usato anche dal Regio Esercito italiano, pesante ben 50 kg ed in grado di perforare corazze da 30 mm a 500 metri di distanza.
- I sovietici PTRD-41 e PTRS-41, da 14,5 mm e capaci di perforare 40 mm di corazza a 100 metri, 35 mm a 300 metri e 25 mm a 500 metri. Il PTRD-41 era a colpo singolo, il PTRS-41 era semiautomatico con caricatore a 5 colpi, ma era meno affidabile e più pesante. Si trattava di armi dalle prestazioni elevate, forse le migliori dell'epoca. Il tiro semiautomatico del secondo esemplare lo rendeva apprezzato anche come arma contraerea.
- Il fucile giapponese da 20 mm Type 97, poteva perforare 30 mm di corazza ma pesava ben 67 kg, praticamente un cannone portatile. Aveva alimentazione semiautomatica, e per il trasporto occorrevano due uomini attrezzati con una struttura simile ad una barella.
- I tedeschi usarono i Panzerbüchse da appena 7,92 mm di calibro, ma che perforavano 25 mm a 300 metri grazie ad una munizione con nucleo in tungsteno, capace di una velocità iniziale di oltre 1.200 m/s: maggiore del 50% rispetto ad un fucile normale, e di conseguenza in grado di colpire con una energia maggiore di 2,25 volte a parità di massa del proietto.
- Un modello finlandese, Lahti L-39, adatto anche al tiro contro aereo, ma presto inutile contro i pesanti carri sovietici.
- Un modello adottato dall'esercito polacco, il Maroszek wz. 35 e utilizzato nel 1939 contro i tedeschi. Era molto avanzato per gli anni trenta, con bassissimo rinculo (praticamente come un normale Mauser 98kar), sparava proiettili speciali ad alta velocità da 7,92 studiati per favorire il distacco interno di parti della corazzatura dei carri. Gli esemplari di preda bellica furono utilizzati da tedeschi, sovietici e italiani (800 esemplari venduti dalla Germania).

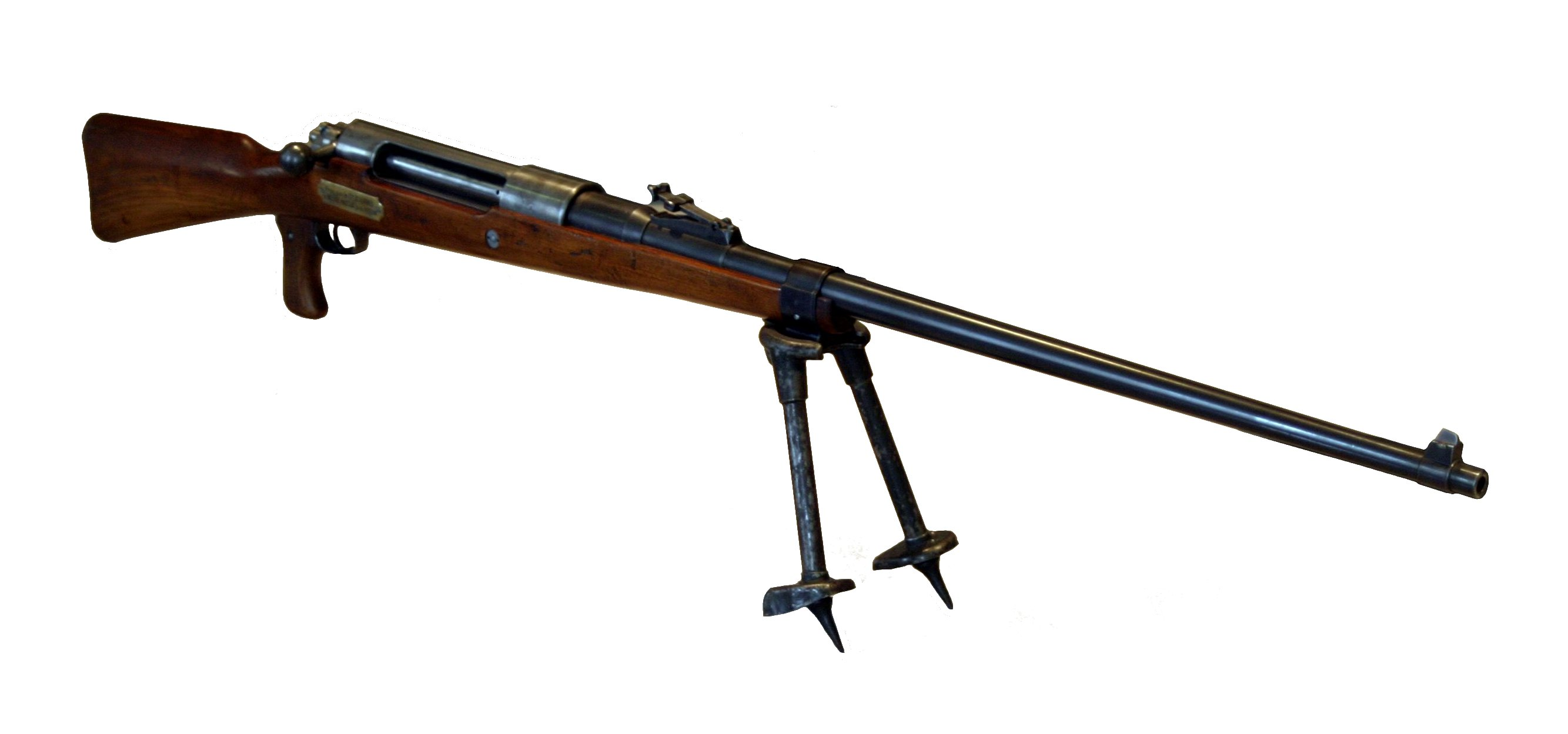
Fucile Mauser 1918 T-Gewehr da 13,2×92mm al Musée de l'Armée in Parigi.

## Situazione attuale
Alla fine del XX secolo i fucili anticarro hanno ricominciato ad apparire, con il compito stavolta di armi di precisione a lungo raggio, antiuomo ma soprattutto anti-materiale. In genere hanno calibro 12,7 mm, ma qualche modello può usare un calibro da 14,5 e persino 20 mm.
I modelli attuali vennero rielaborati dall'esperienza da parte di amatori americani con fucili anticarro del periodo bellico, come quelli inglesi o sovietici (gli americani non ebbero mai armi simili, nonostante le loro fabbriche di armamenti fossero certo in grado di produrne).
Dal momento che vi erano state alcune sensazionali rapine ai caveau e casseforti delle banche, il massimo calibro detenibile da un privato cittadino venne limitato a 12,7 mm. Così questi fuciloni vennero dotati di una canna e munizioni della mitragliatrice M2HB.
L'applicazione di un mirino telescopico e la selezione delle munizioni di migliore qualità ebbero un notevole effetto che questi fuciloni, pensati con criteri di potenza e non di accuratezza, non avevano mai avuto: diventarono armamenti di precisione. Mirini 10x e munizioni speciali furono usate anche su mitragliatrici M2HB in Vietnam. Degno di nota è il fatto che con una di queste venne ucciso un vietcong a oltre 2.000 m, da parte del tiratore scelto Carlos Hathcock.
I proiettili utilizzabili sono di vari tipi, come gli HE (high explosive, esplosivo ad alto potenziale), AP (armour piercing, perforanti), ma vi sono anche gli APDS (decalibrati, con proiettile sistemato dentro una incamiciatura detta sabot che si perde al momento di lasciare la bocca da fuoco), che arrivano a perforare 40 mm di acciaio a centinaia di metri di distanza, e che danno la capacità di perforare anche i mezzi per la fanteria meccanizzata.
Questo fatto, combinato con la precisione a lunga distanza, rende questi fucili armi estremamente pericolose, specie per azioni di tipo guerriglia o terroristiche: tuttavia consentono una precisione inferiore a quella dei normali fucili di precisione da cecchino, ma questo dipende molto dalle munizioni impiegate. In alcuni stati degli Stati Uniti alcuni armi di questo tipo sono di libera vendita o regolamentate di recente solo dopo che le forze antiterrorismo hanno avanzato l'ipotesi di un uso di queste armi contro aerei di linea.
Anche se la loro potenza può sembrare limitata, altri tipi di armi non sono contemporaneamente così potenti, precise e portatili. Con un RPG-7 non si può colpire un bersaglio a oltre 1000 metri e certamente non con precisione. Un cannone da carro armato non è portatile, e un fucile da cecchino non ha molte possibilità contro una blindatura.